# Municipio 14 Upper Town Creek
El municipio 14 Upper Town Creek (en inglés: Township 14 Upper Town Creek) es un municipio ubicado en el  condado de Edgecombe en el estado estadounidense de Carolina del Norte. En el año 2010 tenía una población de 1.818 habitantes.

## Geografía
El municipio 14 Upper Town Creek se encuentra ubicado en las coordenadas 35°52′7.92″N 77°47′23.51″O / 35.8688667, -77.7898639.